# Ai Kago
Ai Kago (in lingua giapponese 加護 亜依; Yamatotakada, 7 febbraio 1988) è una cantante e attrice giapponese.

## Carriera
All'età di 12 anni nel 2000 ha vinto le audizioni per entrare nel gruppo Morning Musume, di cui ha fatto parte fino al 2004. È stata membro della quarta generazione.
Nel 2004 ha preso parte al progetto Minimoni. Sempre dal 2004 fino al 2006 è stata membro del duo W insieme a Nozomi Tsuji.
Nel 2004 è entrata nel Guinness World Record come performer di hula hoop.
Nel 2006 è stata sospesa dalla Up-Front Agency perché fumava. Nel 2007 è stato rescisso il contratto perché continuava a fumare.